# Řež (przystanek kolejowy)
Řež – przystanek kolejowy w miejscowości Řež, w kraju środkowoczeskim, w Czechach. Znajduje się na wysokości 185 m n.p.m.
Jest zarządzany przez Správę železnic. Na przystanku nie ma możliwości zakupu biletów, a obsługa podróżnych odbywa się w pociągu. 

## Linie kolejowe
- 091 Praha - Kralupy nad Vltavou